# Arbo
Arbo és un municipi de la província de Pontevedra a Galícia. Pertany a la Comarca da Paradanta. Limita amb els municipis d'As Neves, A Cañiza i Crecente. Es troba a la vora del riu Miño, que en aquest sector fa de frontera amb Portugal.
| 5.267 | 5.245 | 6.442 | 5.037 | 4.018 |
| Fonts: INE i IGE (Els criteris de registre censal variaren i les dades de l'INE i de l'IGE poden no coincidir.) |       |       |       |       |

## Parròquies
- Arbo (Santa María)
- Barcela (San Xoán)
- Cabeiras (San Sebastián)
- Cequeliños (San Miguel)
- Mourentán (San Cristovo)
- Sela (Santa María).